# Хлопотина, Ольга Васильевна
Ольга Александровна Хлопотина (22 февраля 1988) — российская лыжница, призёр чемпионата России. Мастер спорта России.

## Биография
Представляла Нижегородскую область (г. Саров, спортивный клуб «Атом») и спортивное общество «Динамо». В отдельных сезонах также представляла параллельным зачётом Московскую область.
Становилась призёром юниорских и молодёжных первенств России. Участница первенства мира среди юниоров 2008 года в Италии.
На уровне чемпионата России завоевала серебряную медаль в 2018 году в скиатлоне. Бронзовый призёр чемпионата России по лыжероллерам 2015 года в эстафете в составе команды Московской области. Становилась призёром чемпионата федерального округа, призёром соревнований «Красногорская лыжня», Битцевского марафона.
В середине 2010-х годов пропустила несколько лет, не участвуя в профессиональных соревнованиях. Последние на данный момент официальные старты провела весной 2019 года.